# Malkaya
Koordinaten: 39° 8′ 36,7″ N, 34° 0′ 48,1″ O

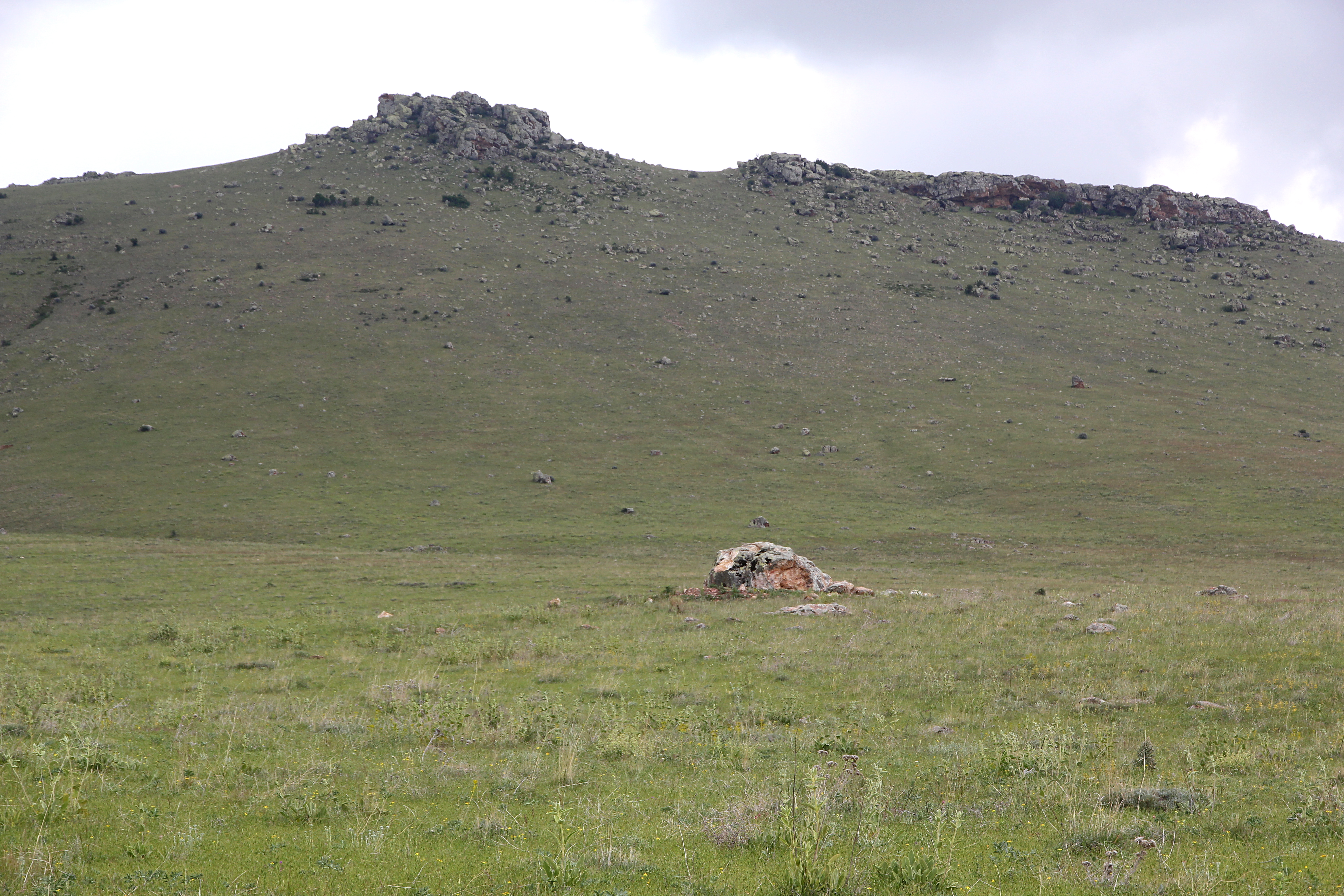
Malkaya von Südwesten

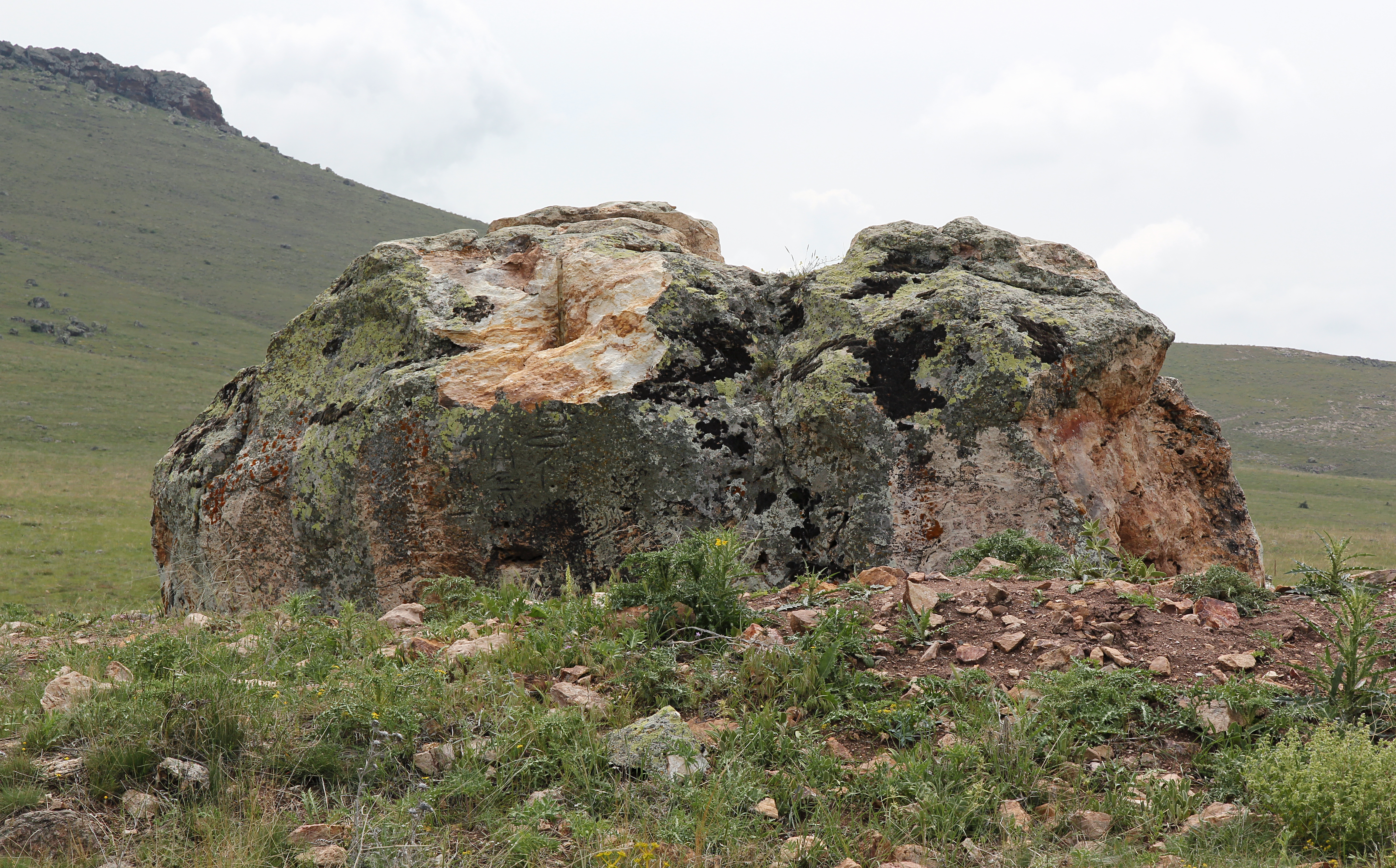
Ansicht von Westen mit den Inschriften 3, 4 und 5 (v. r. n. l.)

Malkaya (türkisch Herdenfelsen) bezeichnet einen freiliegenden Stein westlich von Kırşehir in der Zentraltürkei, der Inschriften in luwischen Hieroglyphen aus der Zeit des hethitischen Großreichs trägt.

## Forschungsgeschichte
Der Fels wurde im September 1947 von dem deutschen Bankier Hans von Aulock auf einem Jagdausflug entdeckt. Er fertigte Aufnahmen davon an und benachrichtigte Hans Gustav Güterbock, der zu der Zeit Professor für Hethitologie an der Universität Ankara war, von dem Fund. Da – abgesehen von einer kurzen inneruniversitären Nachricht – eine Veröffentlichung durch Güterbock ausblieb, besuchte der deutsche Altorientalist Helmuth Theodor Bossert 1950 erstmals den Ort im Rahmen von Untersuchungen des Stadthüyüks von Kırşehir. Er fertigte Abklatsche an und veröffentlichte eine kurze Notiz in einem Reisebericht aus Anatolien. Da die dabei erstellten Photographien nicht für eine Veröffentlichung ausreichten, reiste er im Juli 1956 nochmals nach Kırşehir und unterzog den Stein einer genaueren Untersuchung, die er 1958 publizierte. Bei der Gelegenheit unterzog er den Stein einer Reinigung von Algen mit Hilfe von Salzsäure und Bürsten.
Eine weitere Besprechung der Inschriften verfasste der italienische Linguist Piero Meriggi 1975 auf der Grundlage von Photos. Ihm folgten 1988 Eberhard Rossner in seinem archäologischen Führer zu den hethitischen Felsreliefs in der Türkei, 2005 der deutsche Architekt Horst Ehringhaus und schließlich 2008 der britische Hethitologe John David Hawkins.

## Beschreibung
Der Inschriftenstein liegt zwölf Kilometer westlich von Kırşehir, auf freiem Feld etwa hundert Meter nordöstlich der Straße nach Yağmurlukale. Er ist unregelmäßig geformt, hat einen maximalen Durchmesser von etwa sechs Metern und ist deutlich übermannshoch. Das umliegende, steppenartige Land ist nicht landwirtschaftlich genutzt. Bossert hält es für möglich, dass es zur Entstehungszeit der Inschrift im 2. Jahrtausend v. Chr. bewaldet war oder dass eine Straße hier verlief. In der Umgebung sind allerdings keine Siedlungsspuren gefunden worden, der nächste bekannte Siedlungshügel ist der Stadthüyük von Kırşehir, der nach Bossert eine wichtige hethitische Stadt beherbergen könnte. Ein kleinerer Hügel beim südlich gelegenen Dorf Sevdiğin scheint ihm zu unbedeutend.
Über die Reihenfolge der Lesung der Zeichen herrscht keine Klarheit, Hawkins benennt die einzelnen Inschriften beginnend mit Inschrift 1 auf der Südseite, im Uhrzeigersinn fortschreitend mit der fehlenden Inschrift 2, den Inschriften 3 bis 5 auf der Westseite und endend mit Inschrift 6 im Osten. Ebenfalls bestehen einige Differenzen zwischen den verschiedenen Bearbeitern über die Himmelsrichtungen der Seiten, Hawkins gibt dazu eine kurze Übersicht. Teile der Schriften sind durch Einwirkung von Schatzsuchern zerstört. So ist die untere Hälfte von Inschrift 1 durch Bohrlöcher nicht mehr lesbar. Auf der Oberseite des Steins ist ein großer Sprengtrichter zu sehen, von der Inschrift 6 ist ebenfalls die rechte Hälfte verschwunden. Inschrift 2, ursprünglich an der Südwestseite, konnte Bossert noch auf einem abgesprengten Steinblock lesen und abzeichnen, für Hawkins war sie nicht mehr erkennbar.
Eine zusammenhängende Lesung der Texte ist nicht möglich. Es werden mehrfach ein Prinz namens x-ziti und sein Vater (?) Ura-Tarhunda sowie eine Prinzessin x-parinaia genannt, die Bossert irrtümlich auch als Prinz las. Der Vater wird allerdings nicht als König bezeichnet, was möglich ist, da es üblich war, dass Offizielle am Hof den Titel Prinz (REX.FILIUS) trugen, die keine Söhne des Königs waren. Die genannten Namen tauchen zwar unter anderem auf Siegeln aus Boğazköy (Ḫattuša) auf, aber nie in einem Zusammenhang, der eine Identität mit den hier genannten Personen zulassen würde. Dennoch wird, sowohl aufgrund der Namen als auch aus paläographischen Gesichtspunkten, wegen bestimmter Zeichenformen, die Inschrift in die Zeit des hethitischen Großreichs datiert. Bossert legte sich auf das 14. oder 13. Jahrhundert v. Chr. fest.

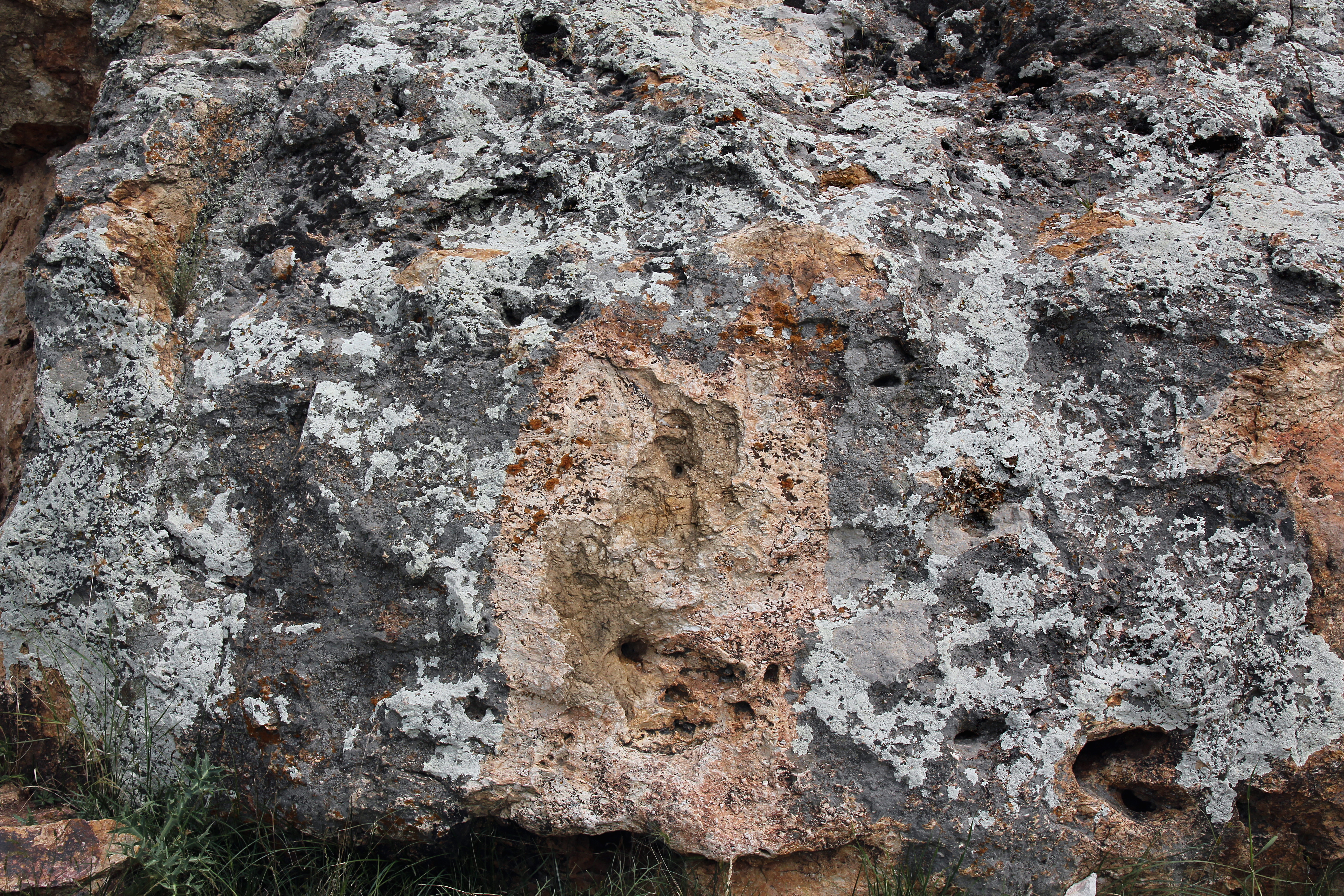
Inschrift 1, Südseite
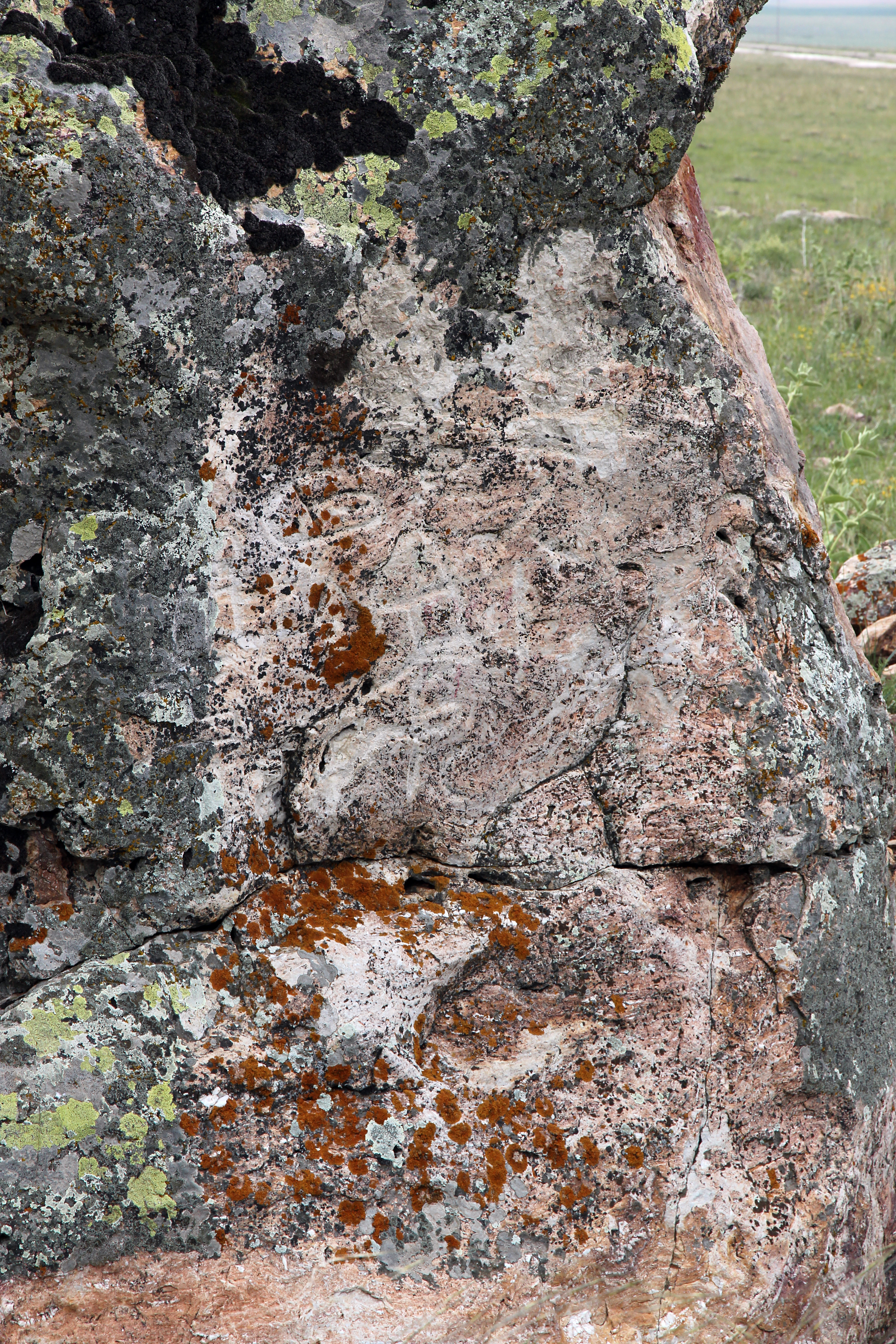
Inschrift 3, Westseite
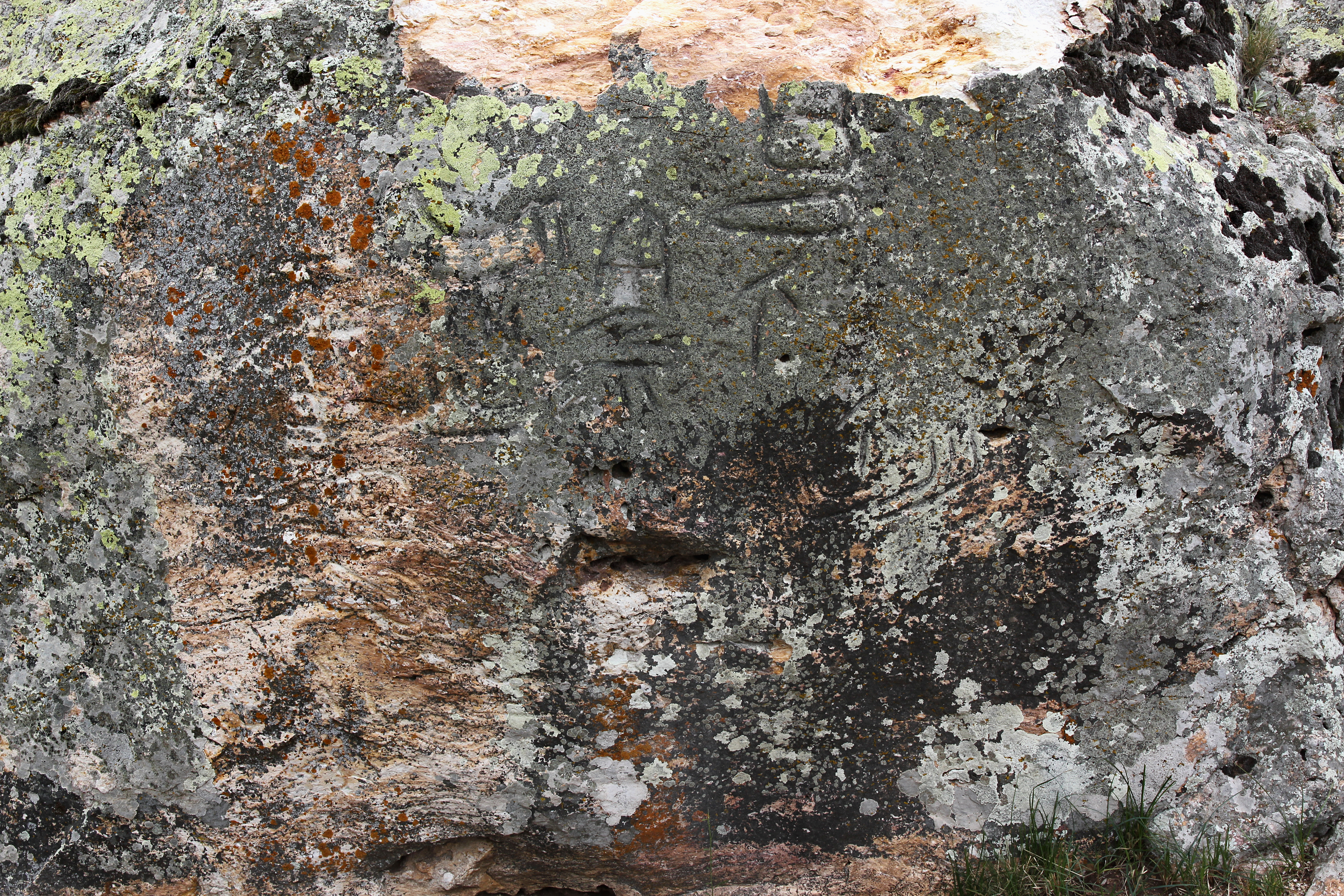
Inschrift 4, Westseite
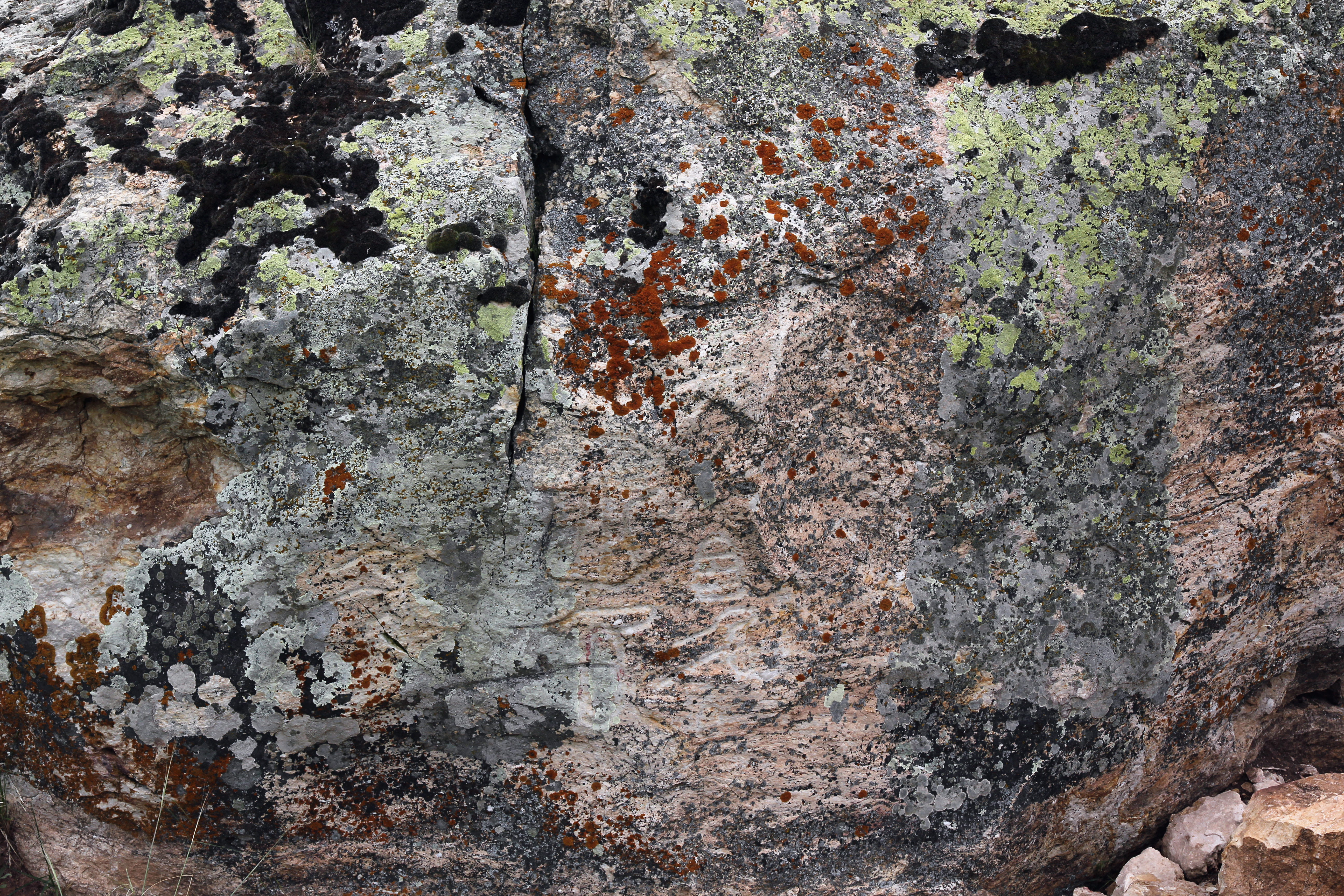
Inschrift 5, Westseite
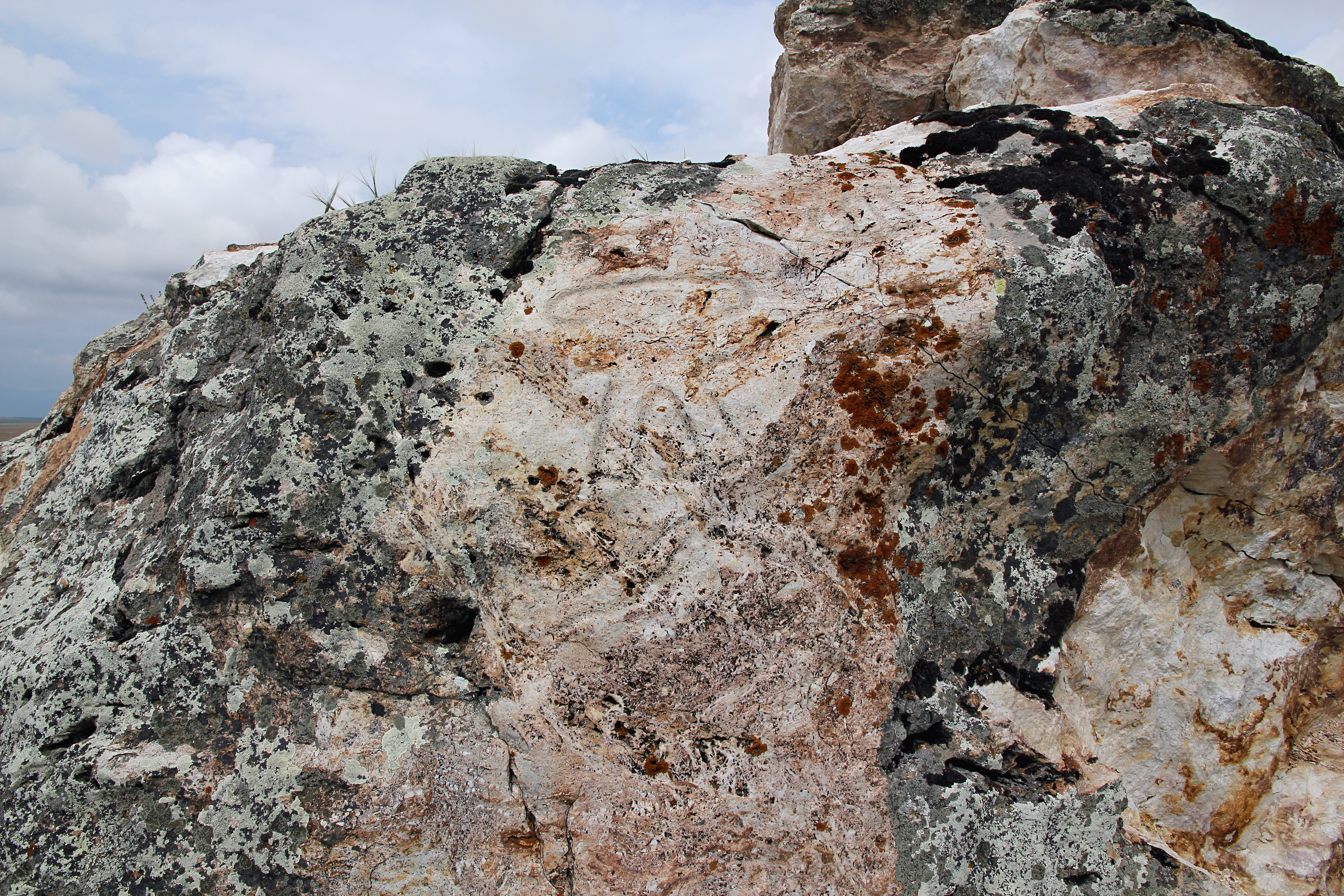
Inschrift 6, Ostseite
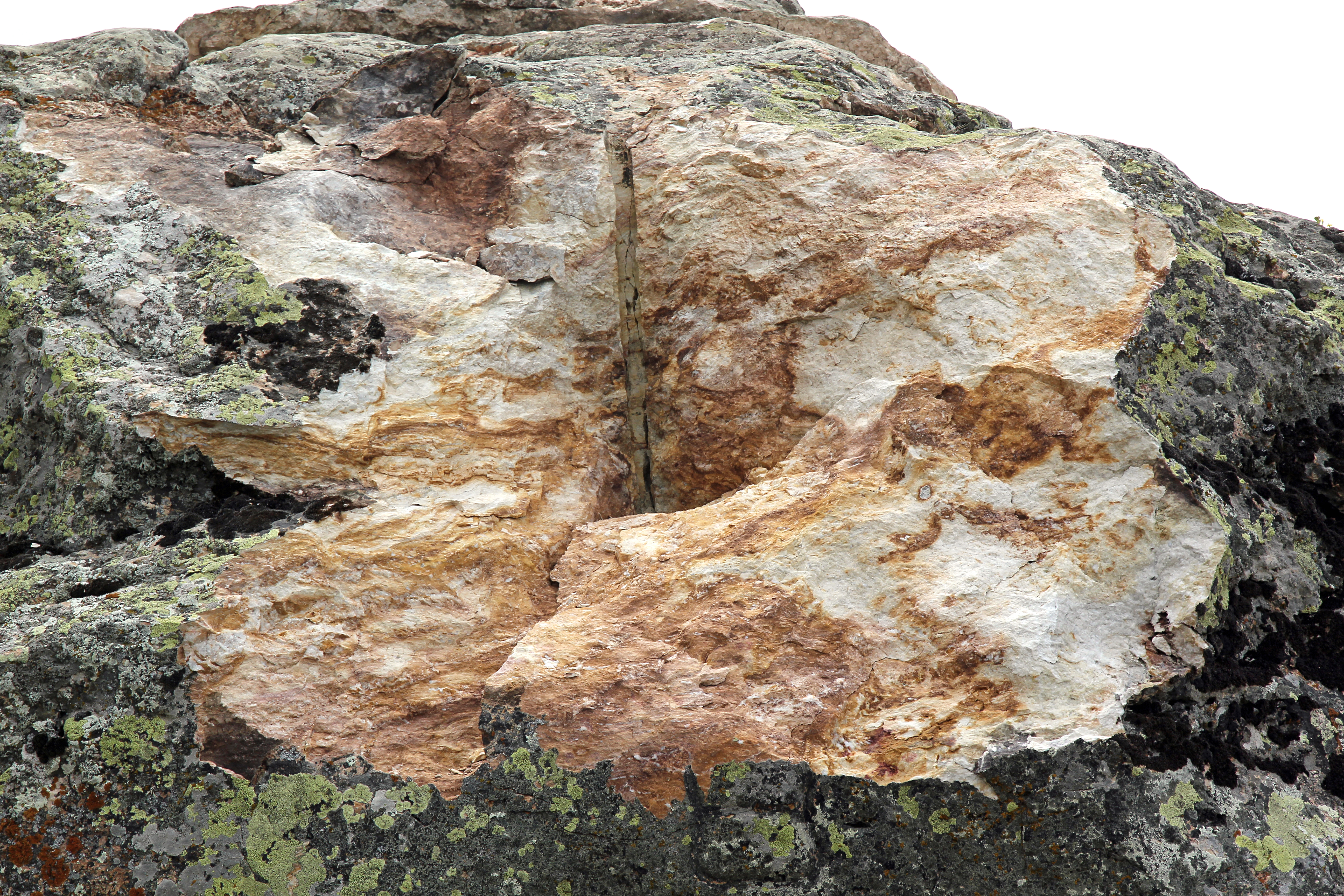
Sprengtrichter